# Осада и падение Константинополя (1204)
Взятие Константинополя (апрель 1204 года) войсками крестоносцев было одним из эпохальных событий средневековой истории и имело далеко идущие последствия для всей Европы. Взятию предшествовали две довольно напряжённые осады — осада 1203 года и 1204 годов, в ходе которых свои усилия объединили венецианский флот и западноевропейская (преимущественно французская) пехота. После захвата города начались массовые грабежи и убийства греко-православного населения, что было своего рода местью за резню латинян греками в 1182 году. 9 мая новым императором был провозглашён Балдуин Фландрский, что положило начало формированию целой плеяды «латинских» государств на захваченных крестоносцами территориях, хотя греческая знать на периферии империи не покорилась и продолжала борьбу.

## Причины

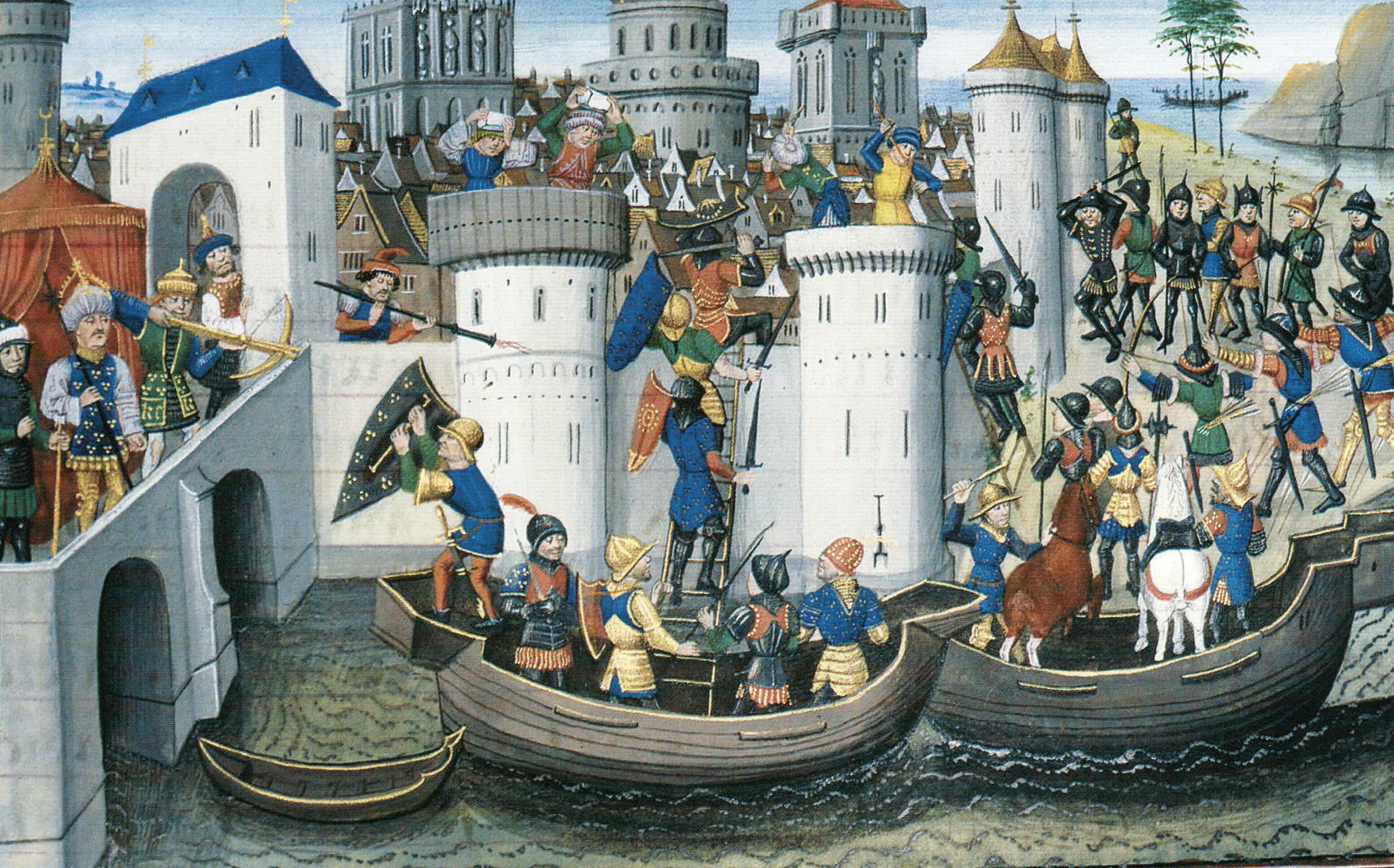
Осада Константинополя крестоносцами (1204). Миниатюра из «Хроники императоров» Давида Обера. 1470-е гг.

Падение Константинополя объяснялось нарастающим отставанием социально-экономического развития империи по сравнению с более компактными и лучше организованными западноевропейскими государствами, в которых наметилась тенденция к практическому применению последних достижений технического прогресса в быту, армии и флоте, а также к росту торговли и товарооборота, которым сопутствовали растущий потребительский спрос и интенсивный денежный оборот в городах, где появились зачатки финансово-буржуазной инфраструктуры. Византийская знать по-прежнему предпочитала вкладывать свои сбережения в малодоходную, но высокостатусную недвижимость (латифундии в Малой Азии), которую становилось всё труднее содержать и охранять, особенно в условиях тюркских нашествий. В самом Константинополе к концу XII века появился греческий торговый класс, но он был скорее следствием имитации итальянских купеческих традиций и, в какой-то мере, даже заинтересован в ещё более тесном сотрудничестве с итальянскими талассократиями, с помощью которых рассчитывал улучшить своё благосостояние. В условиях постепенно нарастающего западного присутствия, эта группа стала играть роль пятой колонны.
Среди частных причин падения города в 1204 году немалую роль сыграл венецианско-византийский договор 1187 года, по условиям которого византийские императоры сократили свои военно-морские силы до минимума, полагаясь на флот своих итальянских «союзников». Именно корабли венецианцев доставили более 30 тыс. крестоносцев в окрестности Константинополя, который теперь защищали лишь городские стены и численный перевес его жителей (население столицы на момент падения оценивалось в пределах от 250 до 500 тыс. человек — невероятное количество по меркам средневековых городов Западной Европы, в которых редко насчитывалось больше 10 тыс. жителей). Тем не менее, многолюдность столицы не пугала крестоносцев. В городе уже давно царила смута, вызванная непрекращающейся борьбой за власть между отдельными кланами греческой знати. При этом проигрывающие стороны не гнушались прибегать к услугам иностранных наёмников ради своих личных интересов, которые они ставили выше интересов империи и греческого народа в целом.

## Ход событий

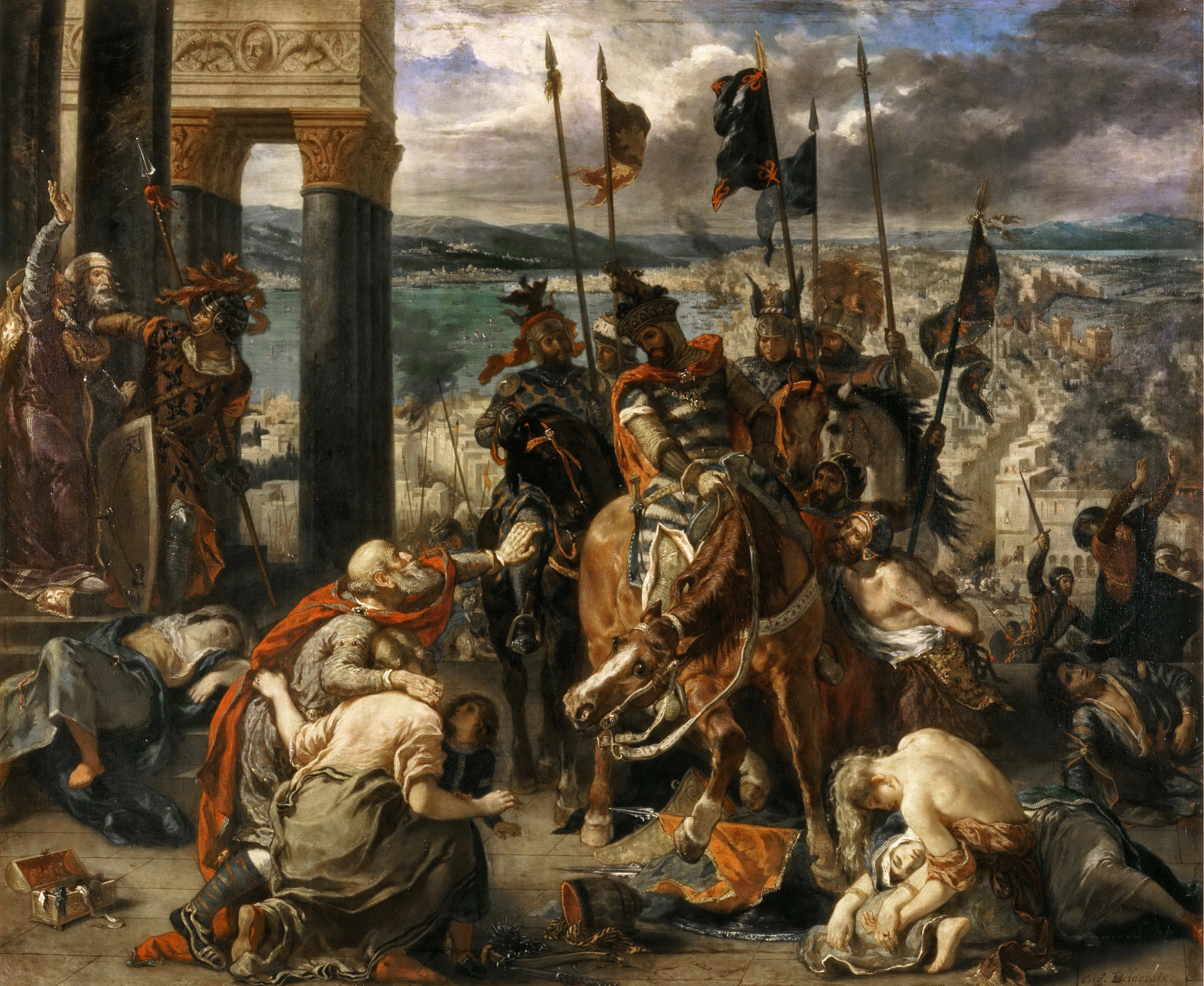
«Взятие Константинополя крестоносцами» (Делакруа, 1840)

Крестоносцы уже давно наблюдали за слабеющим городом. За время, прошедшее с начала крестовых походов, латиняне успели хорошо ознакомиться с географией Балкан и Малой Азии.
Как отмечает Большая российская энциклопедия, город стал «лёгкой добычей». 12 апреля он был взят штурмом и затем разграблен.
После взятия города началось массовое мародёрство. Около 2 тысяч человек было убито в первые дни после захвата. В городе бушевали пожары. В огне были уничтожены многие памятники культуры и литературы, хранившиеся здесь с античных времён. Особенно сильно от огня пострадала знаменитая Константинопольская библиотека.
Осенью 1204 г. комитет из 24 представителей оккупационных сил подписал Договор о разделе Византийской империи (Partitio terrarum imperii Romaniae), положивший начало длительному периоду франкократии.
Греческое население массово покидало столицу. К концу крестоносческой власти в разграбленном городе оставалось не более 50 тыс. жителей.
Константинополь сделался столицей образовавшейся на части территории Византии Латинской империи.

## Последствия
После Четвёртого крестового похода Византия как государство перестала существовать более чем на полвека; на месте бывшей империи были созданы Латинская империя, Никейская империя, Эпирский деспотат и Трапезундская империя. Часть бывших имперских земель в Малой Азии была захвачена сельджуками, на Балканах — Сербией, Болгарией и Венецией.
И лишь после двух неудачных осад 1235 и 1260 годов, в 1261 г. в отсутствии венецианского флота небольшой отряд никейского императора занял плохо защищённый Константинополь. Византийская империя формально была восстановлена, хотя её социально-экономический упадок и демографическое угасание продолжались. Захват Константинополя католиками привёл к усилению этно-религиозной вражды на Балканах и установлению атмосферы всеобщего политического хаоса.